# Hermann Samuel Reimarus
Hermann Samuel Reimarus (1694-1768) est un homme de lettres, orientaliste et philosophe hambourgeois. Disciple de Wolff et partisan de la religion naturelle, il apparaît par ses écrits comme l'un des pionniers de l'approche rationaliste des Écritures dans le monde protestant germanophone.

## Biographie
Descendant par son père d'une lignée de pasteurs, et par sa mère de bourgeois de Hambourg, Reimarus effectue à partir de 1708 ses études secondaires au plus grand lycée de la ville, le Johanneum, où son père enseignait ; mais dès 1710, il poursuit ses humanités à l’Akademisches Gymnasium sous la direction de l'helléniste Fabricius.
A 19 ans, il s'inscrit à la faculté de théologie d'Iéna, et y découvre la philosophie et les langues orientales. Grâce à l'appui de Fabricius, il change d'université en 1716 et soutient sa maîtrise à Wittenberg, avec une thèse sur la  lexicologie hébraïque. Il obtient à cette occasion une place d'assistant de la Faculté de philosophie. En 1720, Reimarus effectue un voyage d'étude aux Pays-Bas et en Angleterre puis, après un bref retour à Wittenberg, se voit proposer le poste de recteur de l'École de Wismar en 1723.
C'est encore grâce à Fabricius qu'en 1728, il obtient la chaire de langues orientale à l’Akademisches Gymnasium de Hambourg. Dans l'année, il épouse la sœur de son protecteur, Johanna Friederike Fabricius (1707–1783). De leurs sept enfant, seul l'aîné, Johann Albert Heinrich Reimarus, et Margaretha Elisabeth, dite Elise Reimarus, atteindrons l'âge adulte.
Au plan doctrinal, sa connaissance de l'hébreu et des langues bibliques lui permet d'analyser l'histoire des Écritures par les variations diachroniques des mots et de la syntaxe. S'il est profondément déiste, Reimarus s'inscrit dans les idées de Wolff et le rationalisme des Lumières : il rejette les miracles et les mystères à l'exception de la Création, et défend comme vérité naturelle l'existence de Dieu bon et sage, et l'immortalité de l'âme.
Son œuvre, intitulée, Von Dem Zwecke Jesu und Seiner Jünger (L'Objectif de Jésus et de ses disciples), publiée par Gotthold Ephraim Lessing en 1778, a déclenché une polémique, car elle propose une image de Jésus distincte de celle du Christ décrit dans les évangiles. En effet, il prétendait que Jésus était un révolutionnaire juif.
On lui doit également :
- une édition de Dion Cassius, Hambourg, (1750-1752),
- un Traité des principales vérités de la religion naturelle (1754),
- des Allgemeine Betrachtungen über die Triebe der Thiere, hauptsächlich über ihre Kunsttriebe. Zum Erkenntniss des Zusammenhanges der Welt, des Schöpfers und unser selbst, 2e édition, Hamburg, Johann Carl Bohn, 1762 (Observations sur l'instinct des animaux) (première parution : 1760)[1],
- une Apologie des adorateurs rationalistes de Dieu[2] (posthume : 1774). Cet essai volumineux s'inscrit dans le déisme voltairien et le rationalisme de Wolf : Reimarus y combat la possibilité d'une révélation, exclut toute intervention miraculeuse de dieu sur terre. Il va jusqu'à considérer les pères de l'Église comme des imposteurs et Jésus lui-même comme un opportuniste. L'ouvrage connut une vaste audience grâce à la publicité que lui fit Lessing[3] dans ses Fragments d’un Inconnu (1778).
- une Vie de J. A. Fabricius (1737).